# André Soulas
Pour les articles homonymes, voir Soulas.
André Soulas, connu sous le nom du Père Soulas, né le 26 février 1808 à Viols-le-Fort (Hérault) et mort le 4 mai 1857 à Montpellier, est un ecclésiastique français.
Dans le cadre de la procédure en canonisation, il a été déclaré Vénérable  

## Biographie
Il est, très tôt, remarqué par le curé du village qui lui apprend les rudiments du latin et l’oriente vers les ordres. 
Une généreuse donatrice lui permet d’entrer au petit séminaire.
Après des études au séminaire de Montpellier, il est reçu au diaconat en 1834 et ordonné prêtre l'année suivante à Nîmes le 13 juin 1835. Il est nommé à La Salvetat-sur-Agout (Hérault). Vicaire de la cathédrale de Montpellier en 1836, il devint quelques mois plus tard second aumônier de l'hôpital général de Montpellier. 
Il souhaite devenir missionnaire mais son évêque lui demande d’abord d’évangéliser autour de lui. Il crée avec les pères Balp et Vigourel, les prêtres adorateurs missionnaires. 
Il crée tout d’abord l’œuvre des servantes pour les jeunes filles isolées et vulnérables, souvent originaires de la campagne, placées au service de la bourgeoisie montpelliéraine. 
En 1845, il fonde, avec Virginie Montagnol (Mère Marie de Jésus) la Congrégation des Sœurs garde-malades de Notre-Dame-Auxiliatrice (Elles sont devenues Sœurs de l'Alliance par union avec 6 autres congrégations). Il complète son œuvre sociale dans la ville de Montpellier en créant plusieurs crèches, dont une dans la paroisse Saint-Denis et des orphelinats à Montpellier, dont un dans le quartier du Carré du Roi mais également à Notre Dame du Bon Secours.
Il achète un domaine agricole à Les Matelles pour y créer un orphelinat: Notre Dame des Champs. Sur ce même site le Préfet de l’Hérault lui demande d’accueillir une Colonie pénitentiaire mais cette expérience sera de courte durée. 
Il prêche de nombreuses missions dans tout le diocèse de Montpellier. 
il oeuvre pour l’érection de la Croix du Peyrou toujours présente actuellement. 
Usé par sa très grande activité et la prédication par tous les temps dans des églises glaciales, il décède prématurément à l’âge de 49 ans. 
Il a été déclaré Vénérable. 
Il a été décoré de Légion d’honneur. 
Une avenue porte son nom à Montpellier.
Le père Soulas repose à Notre Dame des Champs (Les Matelles).
Son portrait figure dans une salle du Musée du Vieux Montpellier.
Les Sœurs ont confié à la paroisse de Viols le Fort des objets ayant appartenu au Père Soulas afin qu’ils soient utilisés pour la création d’un musée.